# چناق‌چی (گدابیگ)
چناق‌چی (به لاتین: Çanaqçı، تا ۲۵ اکتبر ۲۰۱۱ آقامالی Ağamalı) یک منطقه مسکونی در جمهوری آذربایجان است که در شهرستان گدابیگ واقع شده است. چناق‌چی ۱۵۷۱ نفر جمعیت دارد.